# 24-timmarssegling

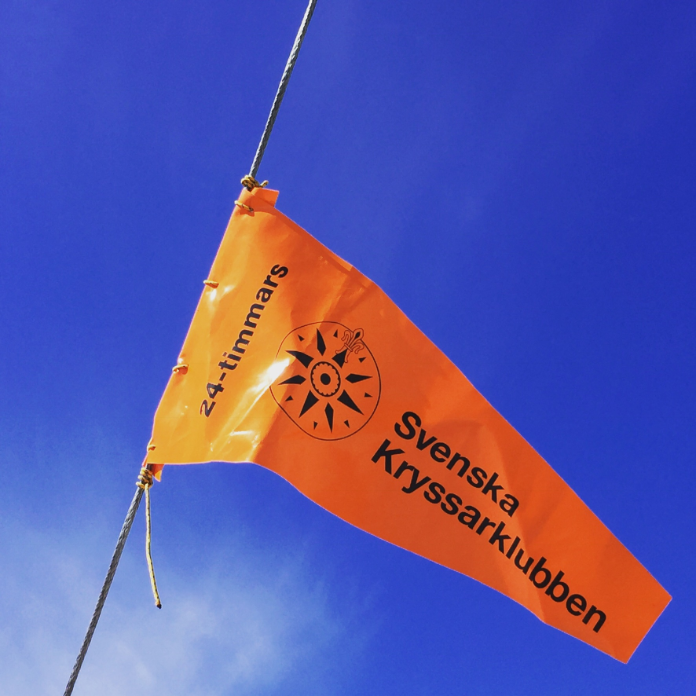
Deltagarvimpel för 24-timmarsseglingar

24-timmarssegling är en tidsbegränsad distanssegling som går ut på att segla så långt som möjligt under en bestämd tidsperiod. Utmaningen är att nyttja båtens egenskaper, besättningens kapacitet och väderleksutsikterna till sin fördel.
Banan består av ett stort antal fördefinierade rundningspunkter där seglaren inom vissa givna förutsättningar själv väljer vilka som ska rundas under seglingen.
Tidsperioden, som ska väljas i förväg, kan vara 12, 24, 48, 72, 96 eller 120 timmar. Justering av seglad distans görs med SXK-tal, som bygger på SRS men justerat till 2016 års nivåer, för att olika båtar skall segla på samma villkor. 
Det går att segla 24-timmars på de flesta ställen längs Sveriges kust och i Mälaren och Vänern.

## Maratontabellen och plaketter
Seglingar enligt det normala 24-timmarsformatet berättigar till att man som deltagare får ackumulera sin distans i Maratontabellen. När man uppnått vissa förutbestämda distanser erhåller man en plakett i stigande valör för sin prestation. Första plaketter erhålls redan vid 200 M, därefter vid 500 och 1000. Stigande valörer finns sedan varje 1000-tal upp till 10000 M.

## Andra varianter
På flera platser i landet arrangeras olika varianter av 24-timmarssegling med delvis avvikande regelverk:
- 12-timmars ensamsegling arrangeras i Stockholm. Seglingen har sin egen organisation och maratontabell.
- 6-timmars arrangeras på flera platser men har sitt ursprung i Uppsala där man började segla 6-timmarsvarianten på Ekoln. Arrangemangen för denna segling varierar stort med arrangör. 6-timmars berättigar inte till distans i 24-timmars maratontabeller.

## Historia
24-timmarsseglingarna började som en segling hösten 1943 på initiativ av Åke Améen och Bertil Cederström. Det var då en rent privat provsegling med endast ett mindre antal inbjudna. Under 1944 anordnades öppna 24-timmarsseglingar både vår och höst som blev succéer. Det stor intresset ledde till att Åke Améen och Bertil Cederström tyckte att arrangemanget blev för stort för ett par privatpersoner. De såg sig om efter någon förening som kunde ta över idén. Valet föll på Svenska Kryssarklubben. Svenska Kryssarklubben övertog den 23 november 1944 rätten att arrangera 24-timmarsseglingar på sådana grunder att både SXK:s och seglingens speciella intressen tillgodoses.